# 比翼仕立て
比翼仕立て（ひよくじたて）あるいは比翼（ひよく）とは、2枚の着物を重ねて着ているように見せるために、着物の袖口、振り、衿、裾回し部分だけを二重に仕立てること。人形仕立てともいう。
留袖は、「祝いを重ねる」という意味合いから、白羽二重の下着を重ねて着るのが本来であった。これを比翼重ねというが、今日では簡略化され、付け比翼（つけびよく）を縫い付けることによって、二重に見えるように仕立てるようになった。本振袖もかつては振袖を二枚重ね着たが、現在は比翼仕立てとする。染織研究家の木村孝は、70年ほど前と比べて、帯を胸高に結び、半衿をあまり見せない着付けをするようになり、着物を二枚重ねで着ることが困難になったため、留袖や本振袖が比翼仕立てになったのであろうと推測している。
留袖は白羽二重の付け比翼仕立てが正式だが、振袖や訪問着、色無地などでは、付け比翼を模した別布の伊達衿（だてえり）を半衿と着物の間にのぞかせる場合もある。伊達衿は、比翼衿、伊達比翼とも呼ぶ。

和服の例
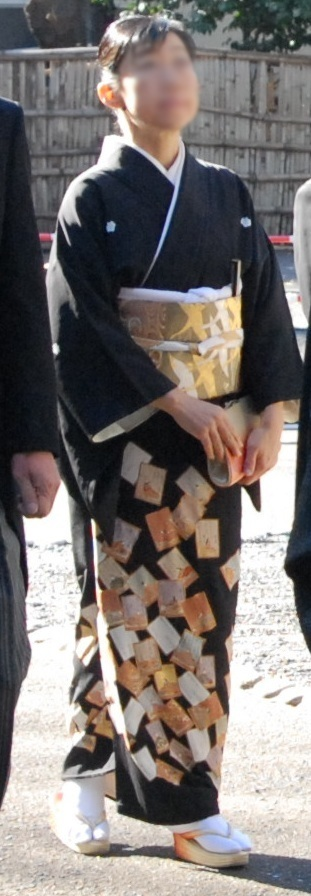
黒留袖。衿元に白羽二重の付け比翼が見える。
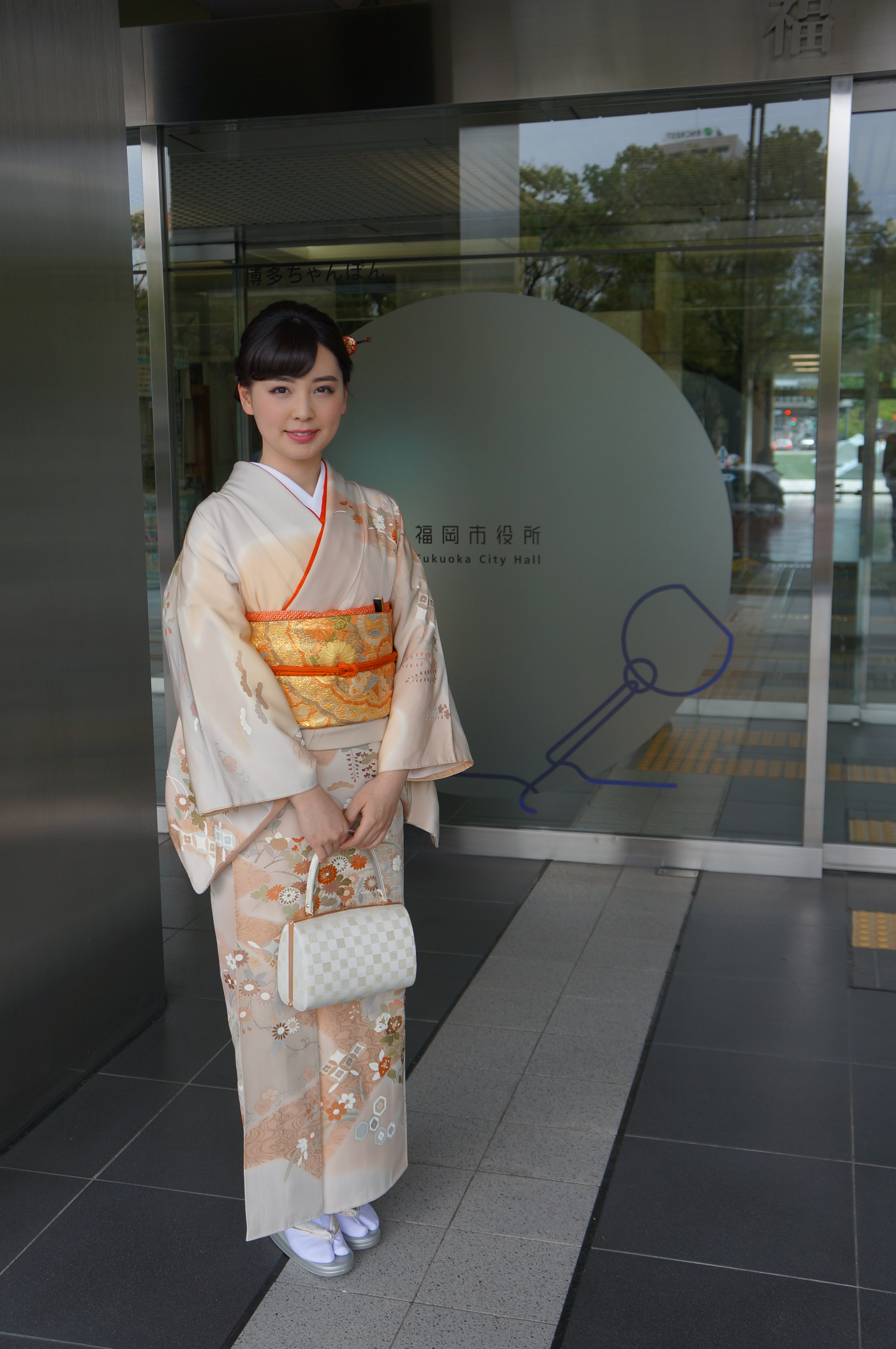
訪問着。衿元に朱色の伊達衿が見える。

洋服の場合は、合わせの上前の前端を二重に仕立て、隠しボタン、隠しスナップ、隠しジッパーとすることを比翼仕立てまたは比翼という。オーバーコート、ジャケット、トンビ、マントー、吾妻コート、ズボンの前あきなどに用いられる。英語では、フライ・フロント（英: fly front）またはフライ・ファスニングという。

洋服の例
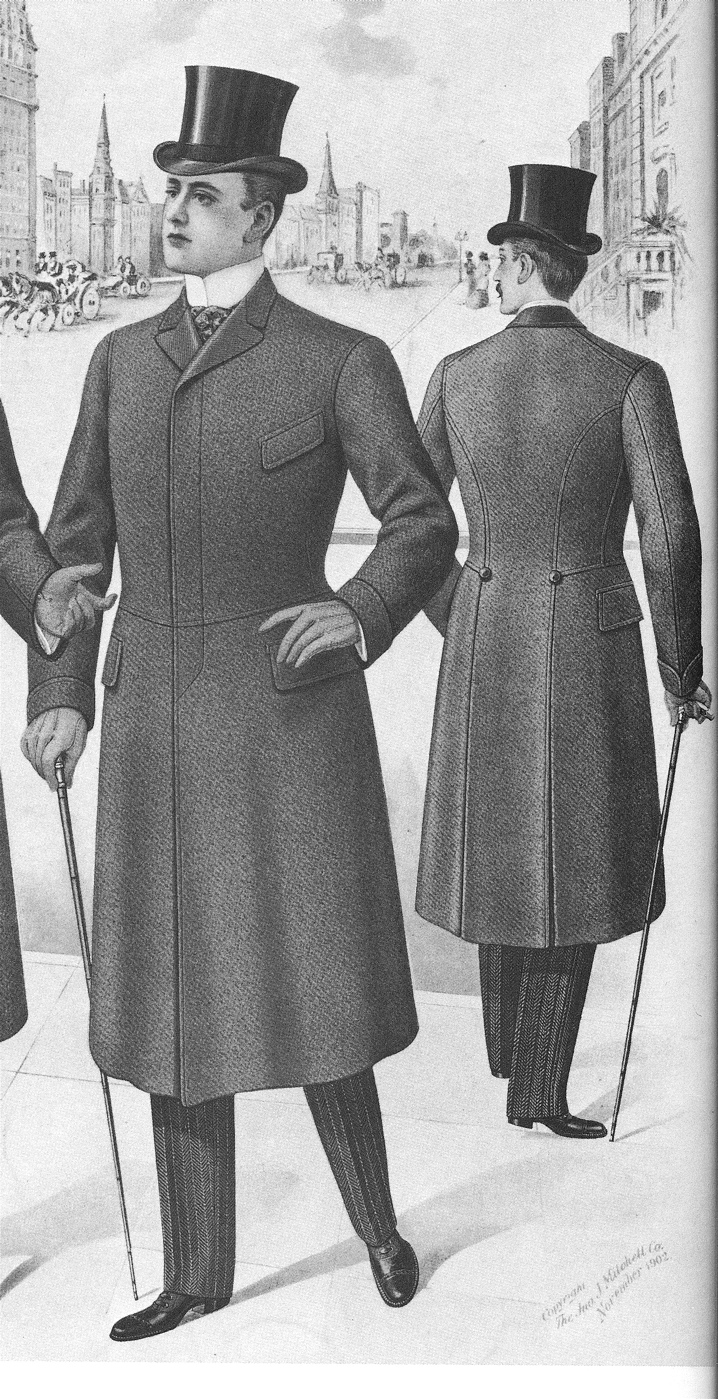
合わせが隠しボタンになっているコート（左）（1903年）。
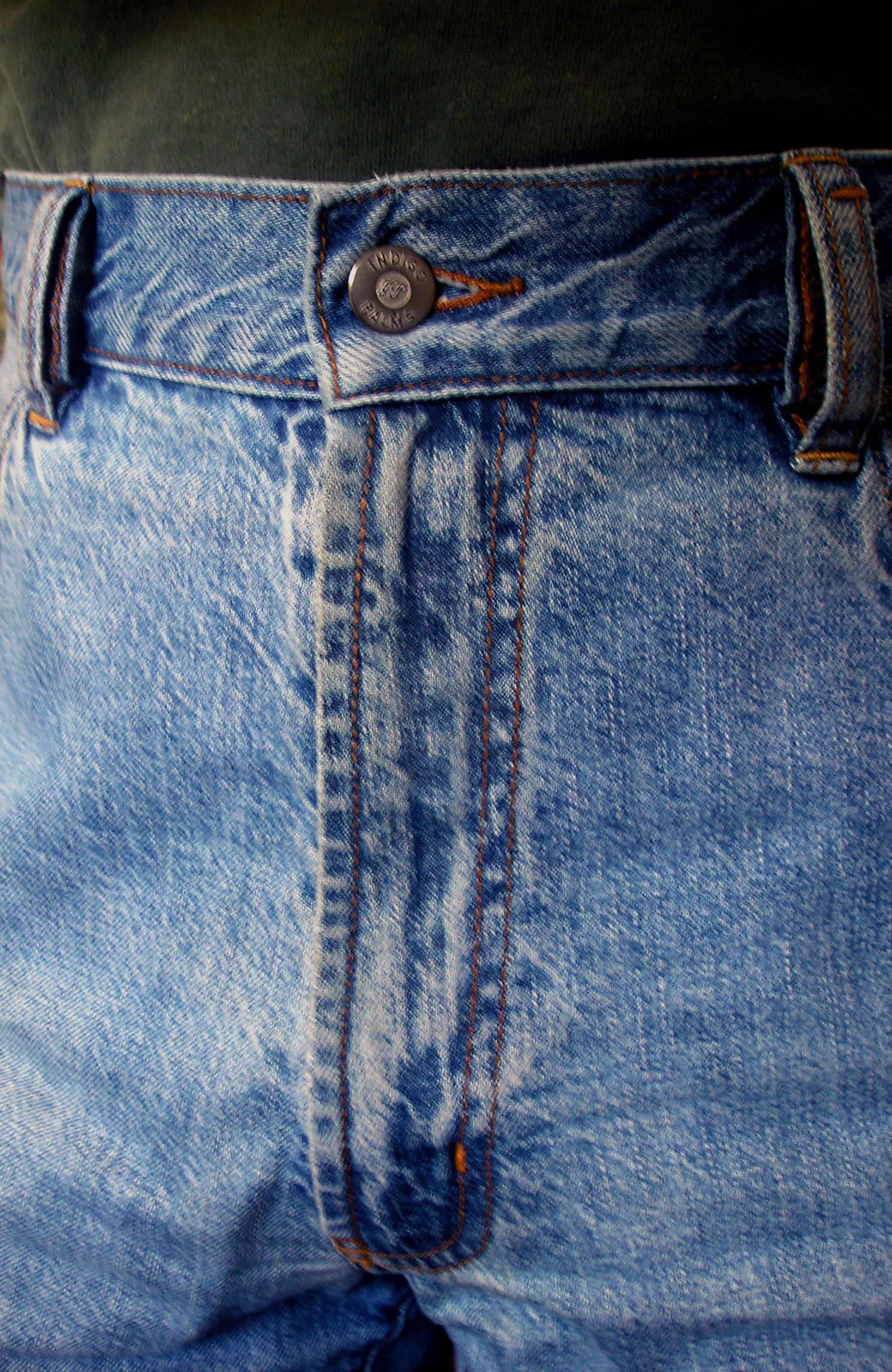
ズボンの前あき部分。隠しジッパー。